# Oliver Hunter
Oliver Stanford Hunter (ur. 13 maja 1934) – gujański lekkoatleta (sprinter), olimpijczyk.
Wziął udział w igrzyskach olimpijskich w 1956, na których wystartował w dwóch konkurencjach: biegu na 100 i 200 metrów (w obu odpadał w kwalifikacjach). W biegu eliminacyjnym na 100 metrów zajął przedostatnie piąte miejsce, z wynikiem 11,22 s (wyprzedził tylko Pakistańczyka Ghulama Raziqa). W biegu eliminacyjnym na 200 metrów uplasował się na czwartej pozycji (22,54 s), wyprzedzając Włocha Giovanniego Ghisellego i Etiopczyka Abebe Hailou. 
Rekordy życiowe: bieg na 100 m – 10,4 s (1958), bieg na 200 m – 21,4 (1956).